# نوک‌گاوآهن غبغبک‌دار
نوک‌گاوآهن غبغبک‌دار (نام علمی: Eulacestoma nigropectus)، پرنده کوچکی از گینه نو است. این تنها عضو از سردهٔ تک‌نماد Eulacestoma و خانوادهٔ Eulacestomidae است. آن را با نام سنگ‌چشم‌چرخ‌ریسک غبغبک‌دار یا چرخ‌ریسک نوک‌گاوآهن نیز می‌شناسند.